# Focaccette al formaggio
Le focaccette al formaggio (in dialetto genovese 'e fugasette) sono una pasta ripiena di formaggio e fritta; sono una specialità tipica della cucina della riviera ligure di levante, Sori, Recco, Uscio, Camogli, tutti comuni della Città metropolitana di Genova, che si affacciano nel Golfo Paradiso e che è diventata nota in tutto il mondo.

## Ingredienti e preparazione
La focaccetta col formaggio può essere considerata una variazione della famosa focaccia col formaggio originaria di Recco: in effetti gli ingredienti adoperati sono molto simili, alla tradizionale focaccia senza lievito, fatta con farina, acqua e olio, viene in questo caso aggiunto del formaggio di tipo crescenza, varianti casalinghe con altri formaggi come la prescinsêua, il grana grattugiato o il gorgonzola; mentre diversi sono ovviamente il modo di preparazione e la procedura di cottura, che nel caso delle focaccette prevede un taglio rotondo o quadrato e la frittura. La variante casalinga consiste nel cuocerle al forno, con un velo d'olio nella teglia.

## Abbinamento enogastronomico
Alle focaccette col formaggio si abbina un vino bianco, fresco e leggero come il Vermentino.
Le foccaccette al formaggio molto spesso vengono inserite in un assortimento di antipasti, come i grissini al timo, le frittelle salate di cipolla e le frittelle di lattuga, i biscotti salati, le olive marinate.

## Eventi legati alle focacette
Dagli inizi degli anni settanta del XX secolo si svolge ogni anno a Recco la Sagra delle Focaccette, in concomitanza con la Festività della Santa Spina, nel giorno di Pasquetta e la domenica successiva. Ottanta persone della comunità parrocchiale della chiesa di Nostra Signora delle Grazie nella frazione di Megli, preparano le famose focaccette col formaggio, gustose frittelle salate, con una sfoglia croccante e sottile, ripiene di formaggio stracchino, fritte nell'olio bollente. Vengono preparate circa 3.500 focaccette, per la preparazione delle quali occorrono circa 400 kg di farina, 400 litri di olio, in un padellone di circa 2,00 m di diametro, visibile al pubblico. Il padellone contiene circa 150 litri d'olio per ogni turno di frittura. Due simili sagre si svolgono anche a Capreno, a giugno la Sagra della ciliegia e delle focaccette (giunta nel 2016 alla 57ª edizione) e in primavera la Sagra del ravioli e delle focaccette.